# Greimerath (Eifel)
Greimerath is een plaats in de Duitse deelstaat Rijnland-Palts, en maakt deel uit van de Landkreis Bernkastel-Wittlich.
Greimerath telt 241 inwoners.

## Bestuur
De plaats is een Ortsgemeinde en maakt deel uit van de Verbandsgemeinde Wittlich-Land.